# Eysenhardtia
Eysenhardtia es un género de plantas con flores  perteneciente a la familia Fabaceae. Comprende 19 especies descritas y de estas, solo 13 aceptadas.

## Taxonomía
El género fue descrito por Wight & Arn. y publicado en Nova Genera et Species Plantarum (quarto ed.) 6: 489–491. 1823[1824].

## Especies
A continuación se brinda un listado de las especies del género Eysenhardtia aceptadas hasta septiembre de 2012, ordenadas alfabéticamente. Para cada una se indica el nombre binomial seguido del autor, abreviado según las convenciones y usos.
- Eysenhardtia adenostylis Baill.
- Eysenhardtia drummondii Torr. & A.Gray
- Eysenhardtia officinalis R. Cruz D. & M. Sousa
- Eysenhardtia orthocarpa (A.Gray) S.Watson
- Eysenhardtia parvifolia Brandegee
- Eysenhardtia peninsularis Brandegee
- Eysenhardtia platycarpa Pennell & Saff.
- Eysenhardtia polystachya (Ortega) Sarg.
- Eysenhardtia punctata Pennell
- Eysenhardtia schizocalyx Pennell
- Eysenhardtia spinosa A.Gray
- Eysenhardtia subcoriacea Pennell
- Eysenhardtia texana Scheele